# Tallusia pindos
Tallusia pindos là một loài nhện trong họ Linyphiidae.
Loài này thuộc chi Tallusia. Tallusia pindos được Konrad Thaler miêu tả năm 1997.